# Sydkorea i olympiska vinterspelen 1992
Sydkorea deltog med 23 deltagare vid de olympiska vinterspelen 1992 i Albertville. Totalt vann de två guldmedaljer, en silvermedalj och en bronsmedalj.

## Medaljer

### Guld
- Ki-Hoon Kim - Short track, 1000 meter.
- Ki-Hoon Kim, Lee Joon-Hoo, Moo Ji-Soo och Song Jae-Kun - Short track, 5000 meter stafett.

### Silver
- Kim Yoon-man - Skridskor, 1 000 meter.

### Brons
- Lee Joon-Hoo - Short track, 1 000 meter.